# Henri Ravisse
Henri Ravisse (19 août 1929 - Calais, 28 avril 1997), issu d'une famille importante de Calais, est un courtier maritime surtout connu en tant qu'ancien président de la chambre de commerce et d'industrie de Calais (CCIC).

## Biographie
Enfant, sa scolarité est interrompue par l'entrée de la France dans la seconde guerre mondiale, alors qu'il étudiait à Saint-Omer d'abord au collège de la rue Leveux puis au lycée Ribot. 
Son service militaire terminé, et afin de parfaire son éducation des langues étrangères, il effectue durant de nombreuses années de longs séjours dans des pays étrangers tels que l’Angleterre, l’Allemagne, l’Espagne, les Pays-Bas, la Suède et le Danemark.
Il devient courtier maritime puis de 1959 à 1965, conseiller municipal, sous l’administration de Jacques Vendroux.

## Chambre de Commerce et d'industrie de Calais
Il intègre la Chambre de Commerce et d'industrie de Calais en 1965, avant d'en devenir le président, de 1980 à sa mort en 1997, comme l’avait déjà été son père, Charles Ravisse, dix-neuf ans plus tôt.
Durant ces dix-sept années de présidence, il n’a eu de cesse qu'il ne vît l’agrandissement et l’amélioration de l’outil le plus important de la ville de Calais, son Port. Sous sa direction seront réalisés ou finis les ouvrages suivants :
- La réalisation du nouveau terminal transmanche en 1980 (Inauguration fret le 17 avril 1980, tourisme le 24 avril 1980).
- Le déplacement de la jetée Est en 1984.
- L’extension du terminal transmanche en 1987.
- Le doublement des postes 3 et 4 entre 1979-1980.
- Le Port à l’Est. (Mise en service le 25 septembre 1990) Renommé « Bassin Président Henri Ravisse » le 13 octobre 1997.
- Le raccordement du port part l’autoroute via la rocade Est. (Mise en service le 5 juillet 1991)
- Les grues du port à l’Est.
- Le remorqueur « Le Calaisien ».
- La construction du Poste VI en 1987.(Inauguration le 2 juin 1987)
- La construction du Poste VII en 1990.(Inauguration le 11 juin 1990)
- La construction du Poste VIII en 1995.(Inauguration le 12 mai 1995)
- La construction du Terminal Sucrier. (Mise en service le 12 octobre 1995)
- La reconstruction du Poste V en 1996. (Mise en service le 18 juin 1996)
- Le poste ro-ro pour l’exportation des voitures neuves en 1992. (Mise en service le 15 novembre 1992)
- Le poste catamaran du Port à l’Est en 1991. (Mise en service le 12 juillet 1991)
- Le réaménagement du Poste II pour les catamarans.
- La réorganisation du terminal transmanche.
- La réalisation des chaussées dénivelées sur le terminal.

## Titres
Il devient Vice-Consul de Grèce, Consul de Finlande puis est fait Chevalier de la Légion d’honneur, Officier du Mérite National, Chevalier du Mérite Maritime, Chevalier du Lion de Finlande.
Ses obsèques eurent lieu le vendredi 2 mai 1997 à 11 heures en l’Église Notre-Dame de Calais.